# تومسبورو (جورجيا)
تومسبورو (بالإنجليزية: Toomsboro, Georgia)‏ هي بلدة تقع في مقاطعة ويلكينسون، جورجيا بولاية جورجيا في الولايات المتحدة. تبلغ مساحتها 4.8 كم²، وترتفع عن سطح البحر 71 م، بلغ عدد سكانها 622 نسمة في عام 2000م حسب إحصاء مكتب تعداد الولايات المتحدة وتصل الكثافة السكانية فيها 129.6 نسمة/كم2.

## وصلات خارجية
- The US50 - Cities and Towns in Georgia State
- Georgia Cities and Towns, Facts, Map, Flag, Colleges, Government, and More